# Clubiona papuana
Clubiona papuana är en spindelart som beskrevs av Pater Chrysanthus 1967. Clubiona papuana ingår i släktet Clubiona och familjen säckspindlar. Inga underarter finns listade i Catalogue of Life.